# Gustaf Lago Wernstedt
Gustaf Lago Wernstedt, född 25 november 1874 i Strängnäs, död 18 mars 1956, var en svensk militär. Han var far till Stig Wernstedt.
Wernstedt, som var son till borgmästare Lage Wernstedt och Hanna Ringborg, avlade officersexamen, som primus, 1897. Han blev underlöjtnant vid Norrlands dragonregemente 1897, löjtnant 1899, ryttmästare 1907, major i armén 1919, major och bataljonschef vid Skånska dragonregementet 1920, vid Skånska kavalleriregementet 1928. Han var ledamot av stadsfullmäktige i Umeå stad. Han var verksam som uppfinnare och tog ut patent på kompasslinjalen 1908, kartfodral 1938 och 1940, riktskiva 1938 och kompasshållare 1939. Han konstruerade även flera kompasstyper. Han höll föreläsningar i Folkbildningsförbundet rörande friluftsliv, skidlöpning, flygning och orientering. Han var avdelningsordförande i Bromma för Stockholms Fastighetsägareförening. Han utgav Karta, Kompass, Orientering (1942) och skrev artiklar i På Skidor.